# Pavel Drăgoi
Pavel Drăgoi (ur. 6 lutego 1956 w Alba Iulia) − rumuński judoka, uczestnik igrzysk olimpijskich w Moskwie.

## Igrzyska olimpijskie
Na igrzyskach w Moskwie Drăgoi walczył w kategorii open. Wygrał w swojej pierwszej walce walkowerem z reprezentantem Szwajcarii Jeanem Zinnikerem, a w kolejnej uległ późniejszemu złotemu medaliście Dietmarowi Lorenzowi. W repasażach przegrał z Dambadżawynem Cend-Ajuuszem z Mongolii  i został sklasyfikowany na 7. miejscu.